# Guy Caussemille
Guy Caussemille (* 9. Juli 1930 in Marseille) ist ein ehemaliger französischer Fußballspieler.

## Karriere
Caussemille trat 1941 und damit während des Zweiten Weltkriegs in der Jugendmannschaft des südfranzösischen Klubs Olympique Marseille in Erscheinung. Nach einer Zwischenstation beim Stadtrivalen Atlantic Club kehrte er 1946 zu Olympique zurück, wo er weiterhin den Junioren angehörte; einige Zeit später gelang ihm der Sprung in die Reservemannschaft des Vereins, die während der Spielzeit 1949/50 in der landesweit ausgetragenen zweiten Liga antrat. Im Verlauf der Saison 1950/51 schaffte er den Sprung in die erste Auswahl. In einer Zeit, in der Ein- und Auswechslungen noch nicht möglich waren, erreichte der Mittelfeldspieler am 20. Mai 1951 bei einem 3:3-Unentschieden gegen Girondins Bordeaux sein Erstligadebüt. 
Von Herbst 1951 an konnte sich Caussemille für einige Zeit als Stammspieler in der ersten Elf festsetzen, fiel jedoch nach dem Jahreswechsel 1951/52 wieder aus dieser heraus. Bei einer 0:2-Niederlage gegen OSC Lille am 28. September 1952 lief er zum letzten von 17 Malen in der höchsten französischen Spielklasse auf, wobei ihm insgesamt zwei Torerfolge gelangen. Der damals 22-Jährige bemühte sich in der Reserve um die Fortsetzung seiner Laufbahn; obwohl er dieser bis 1956 treu blieb, gelang ihm die Rückkehr in den bezahlten Fußball nicht.